# Bolitoglossa jacksoni
Bolitoglossa jacksoni är en groddjursart som beskrevs av Elias 1984. Bolitoglossa jacksoni ingår i släktet Bolitoglossa och familjen lunglösa salamandrar. IUCN kategoriserar arten globalt som otillräckligt studerad. Inga underarter finns listade.